# Große Moschee (Brüssel)

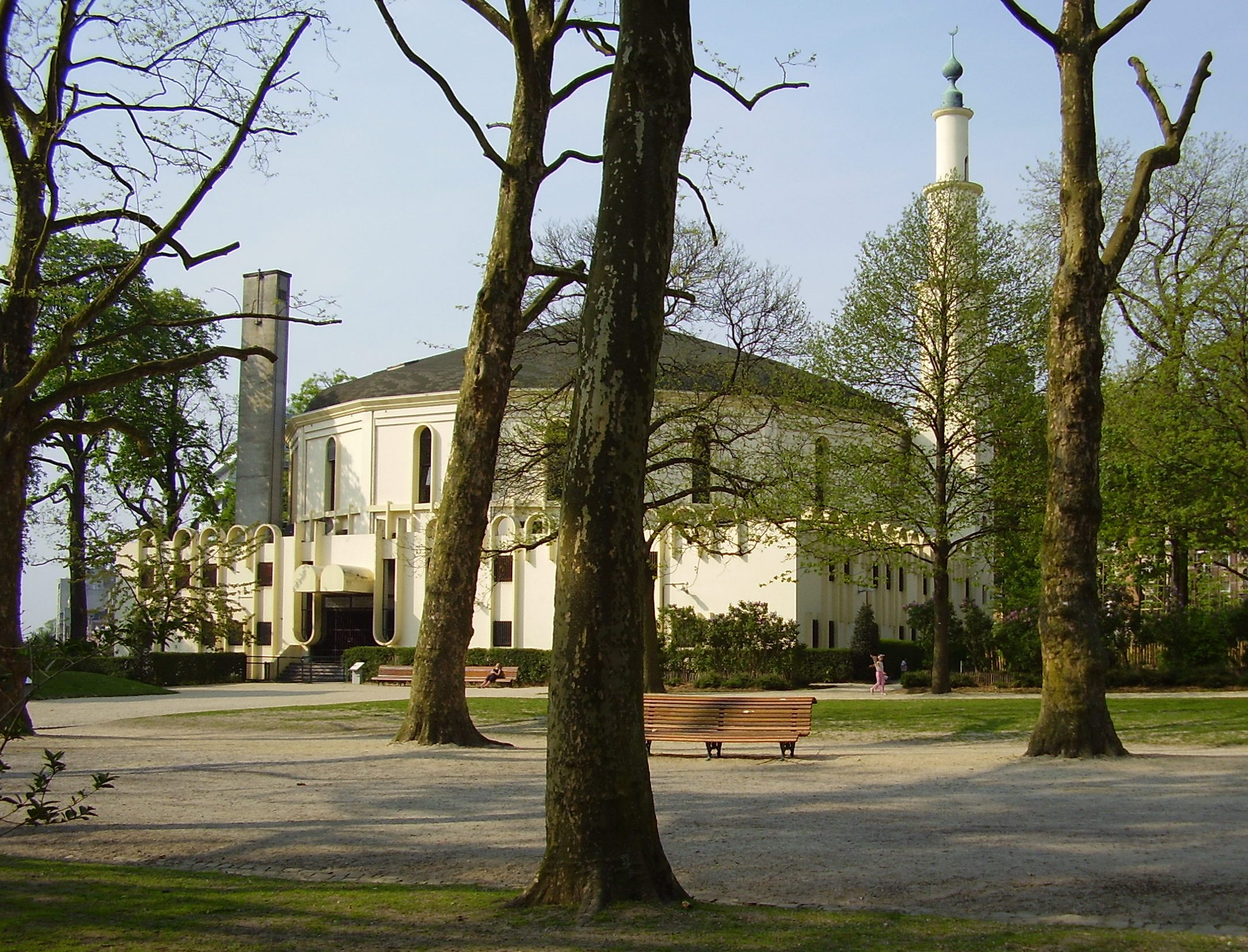
Große Moschee Brüssel

Die Große Moschee in Brüssel befindet sich im Jubelpark.
Das Gebäude wurde 1880 von Ernest Van Humbeek in maurischem Stil als »orientalischer Pavillon« für die belgische Nationalausstellung errichtet. Ursprünglich diente es der Aufnahme des Monumentalfreskos »Panorama von Kairo« von Emile Wauters. Im 20. Jahrhundert verfiel das Gebäude aufgrund fehlender Unterhaltungsarbeiten.
Anlässlich eines Staatsbesuchs des saudischen Königs Faisal im Jahre 1967 bot der belgische König Baudouin dem saudischen Monarchen den Pavillon zur Einrichtung einer Moschee an – per Pachtvertrag für 99 Jahre im Gegenzug für preiswerte Öllieferungen.
Das Gebäude wurde auf Kosten Saudi-Arabiens durch den tunesischen Architekten Mongi Boubaker renoviert und 1978 in Gegenwart der Könige Khalid und Baudouin als Kulturzentrum und Moschee eröffnet.